# Ungmennafélagið Afturelding
Ungmennafélagið Afturelding (islandská výslovnost: [ˈuŋkˌmɛnːaˌfjɛːˌlaijɪð ˈaftʏrˌɛltiŋk], doslovně „Dawn Youth Club“), známý jako Afturelding nebo UMFA, je profesionální islandský multisportovní klub z města Mosfellsbær, které leží severně od hlavního města Reykjavíku. Klub byl založen v roce 1909 a dnes je známý především svými házenkářskými, fotbalovými a volejbalovými týmy.